# Chính thống giáo tại Việt Nam
Chính thống giáo hiện tại không có trong danh mục tôn giáo, tín ngưỡng ở Việt Nam do Ban Tôn giáo Chính phủ công bố. Tuy nhiên, có thông tin rằng Giáo hội Chính thống giáo Nga có đại diện bởi ba giáo xứ ở Vũng Tàu, Thành phố Hồ Chí Minh và Hà Nội. 

## Chính thống giáo Nga
Giáo xứ ở Vũng Tàu được đặt tên theo Đức Mẹ Kazan phục vụ tín hữu là các chuyên gia nói tiếng Nga sinh sống và làm việc cho Công ty Liên doanh Vietsovpetro. Giáo xứ ở Thành phố Hồ Chí Minh đặt tên là Đức Mẹ Chuyển cầu; và giáo xứ ở Hà Nội mang tên gọi là Thánh Xenia thành Sankt-Peterburg.
Đô thành trưởng Kirill (từ năm 2009 là Thượng phụ Kirill của Moskva) đặc trách ngoại vụ của Giáo hội Chính thống giáo Nga đã tới viếng thăm Việt Nam vào tháng 11 năm 2001. Ông gặp gỡ cộng đoàn Nga và giới chức Việt Nam, và cử hành phụng vụ. Giáo xứ Vũng Tàu được thành lập năm 2002 theo quyết định của Công nghị Thánh của Giáo hội họp tại Troitse-Sergiyeva Lavra.
Ba giáo xứ trên thuộc về Giáo phận Chính thống giáo Philippines và Việt Nam được chính thức thiết lập năm 2019. Giáo xứ Vũng Tàu cử hành phụng vụ hàng tuần vào Chủ nhật (Thánh Lễ), thứ Tư (Akathist), và các ngày lễ lớn. Cộng đoàn tại Hà Nội có lễ mỗi tháng một lần, và tập hợp tại Nhà thờ giáo họ Quảng Bá (của Giáo hội Công giáo) vào mỗi Chủ nhật. Lễ Phục Sinh cũng được cử hành tại Trung tâm Khoa học và Văn hóa Nga. Cộng đoàn tại TP.HCM có lễ 2–3 tuần một lần tại Tổng lãnh sự quán Nga.

## Tòa Thượng phụ Đại kết Constantinopolis
Việt Nam cũng là khu vực dưới quyền tài phán của Giáo khu đô thành Hồng Kông và Đông Nam Á (thuộc Tòa thượng phụ Đại kết Constantinopolis), dù hiện nay chưa có thông tin về hoạt động tại đây. 